# Dirižёr
Dirižёr (Дирижёр) è un film del 2012 diretto da Pavel Lungin.

## Trama
l film racconta di un direttore d'orchestra che va a Gerusalemme con la sua orchestra, ma all'improvviso accade una tragedia.